# (18698) Racharles
(18698) Racharles (1998 HX39) – planetoida z pasa głównego asteroid okrążająca Słońce w ciągu 3,77 lat w średniej odległości 2,42 j.a. Odkryta 20 kwietnia 1998 roku.